# 蒙特奇尔福内
蒙特奇尔福内（義大利語：Montecilfone），是意大利坎波巴索省的一个市镇。总面积22平方公里，人口1476人，人口密度67.1人/平方公里（2009年）。ISTAT代码为070042。